# I don’t know why
〈I don’t know why〉는 그룹 씨엔블루(CNBLUE)의 두 번째 싱글앨범으로, 2010년 9월 16일 일본에서 발매되었다. 이 앨범의 타이틀 곡인 《I don't know why》가 오리콘 인디즈 위클리 차트 1위, 오리콘 싱글 데일리 차트 8위에 이름을 올렸다.

## 수록곡
1. I don't know why [3:44]
2. Lie [3:49]
3. I don't know why (instrumental) [3:45]
4. Lie (instrumental) [3:47]